# Richard Gardner
Pour les articles homonymes, voir Gardner.
Richard Alan Gardner est un psychiatre américain, né le 28 avril 1931 dans le Bronx, à New York, et mort le 26 mai 2003. Il est notamment l'inventeur du syndrome d'aliénation parentale (SAP), qui est largement remis en question par la communauté scientifique,.
Il est par ailleurs critiqué pour ses positions relatives à la pédophilie.  

## Biographie
Richard A. Gardner naît dans le Bronx, à New York, le 28 avril 1931. Son père, d'origine russe, naît en Autriche-Hongrie avant d'émigrer aux États-Unis en 1906, à l'âge de sept ans. Richard Gardner est diplômé docteur en médecine en 1956, après un cursus universitaire au Columbia College et au Downstate Medical Center de l'Université d'État de New York. En 1957, il se marie avec Lee Robbins, avec qui il aura trois enfants. De 1960 à 1962, il sert dans le Corps médical de l'armée en tant que directeur de la pédopsychiatrie dans un hôpital de l'armée américaine en Allemagne. En 1963, il entame une activité libérale de psychothérapeute.

## Travaux

### Conseils en matière de divorce
Gardner tout au long de sa carrière de pédo-psychothérapeute conseille de nombreux parents en matière de divorce et d'attribution de la garde des enfants. En 1970, il publie un recueil de conseils aux enfants, The Boys and Girls Book About Divorce qui a été tout autant un livre jugé de qualité qu'un succès de librairie. À la mort de Gardner, il en est à sa 28e édition.

### Jeu de plateau à usage psychothérapeutique
En 1971, Gardner met au point une technique d'interview (« Mutual storytelling ») pour utiliser à des fins thérapeutiques les fictions élaborées par des enfants en psychothérapie, et aller plus loin dans l'analyse, certains enfants étant réticents à donner les clefs de leur récit, ou à analyser les problèmes sous-jacents qu'ils révèlent. La technique consiste pour le thérapeute à rebondir sur le récit de l'enfant, en reprenant les mêmes personnages, mais en proposant des suites de l'histoire présentant des modes de résolution de problèmes ou de réponses adaptatives plus saines que celles apparaissant dans le récit initial. En 1973, il développe un  jeu de plateau, (Talking, Feeling and Doing Game) pour les enfants réfractaires à la technique précédente. Le jeu, ressemblant à un jeu classique, attribue en récompense des points sous forme de jetons lorsqu'une réponse, neutre ou implicante, est donnée.

### Syndrome d'aliénation parentale et Sexual Abuse Legitimacy Scale (SALS)
Gardner met en avant deux évolutions dans la société américaine au tournant des années 1980 : le fait qu'en cas de divorce, la garde des enfants n'est plus systématiquement confiée à la mère, et l'apparition d'un nombre croissant de révélations ou accusations d'abus sexuels sur enfants, y compris dans des cas de divorce. Il fait l'hypothèse dans un premier article paru en 1985, puis dans son ouvrage  The Parental Alienation Syndrome and the differentiation between fabricated and genuine child sex abuse (1987) que les accusations d'abus sexuels dans le cadre de divorce seraient le plus souvent inventées, et dues à un mécanisme d'autodéfense des mères pour pouvoir conserver la garde de leurs enfants. Il est aussi confronté dans sa pratique professionnelle à un nombre de cas croissants d'enfants exprimant un fort rejet, allant jusqu'à la haine, du parent auquel la garde n'est pas attribuée. Il introduit alors l'idée d'un syndrome d’aliénation parentale (abrégé en SAP). Ce SAP est décrit comme un trouble de l'enfant qui, de manière continue, rabaisse et insulte un parent sans justification. Selon Gardner, ce syndrome apparaîtrait en raison d’une combinaison de facteurs, comprenant l’endoctrinement (« lavage de cerveau » et endoctrinement inconscient) par l’autre parent,  les propres tentatives de l’enfant de dénigrer le parent ciblé et des facteurs environnementaux.  En parallèle, il propose dans le même ouvrage  un outil pour permettre de déterminer si les abus sexuels avancés sont avérés ou inventés, outil qu'il appelle Sexual Abuse Legitimacy Scale (SALS), ce qu'on peut traduire en français par « Échelle de légitimité des abus sexuels ». Cette échelle s'appuie sur 84 critères, relatifs à l'enfant, au père et à la mère, classés selon 3 niveaux d'importance et aboutissant à un score additionnel final. Certains facteurs relatifs à la mère font partie intégrante de sa définition du syndrome d'aliénation parentale. 
Par la suite, Gardner centre l'essentiel de ses publications sur ces deux notions, avec notamment en 1995 une version légèrement remaniée de son échelle SALS dans Protocols for Sex-Abuse Evaluation (1995), dont il retire le score qui a été critiqué.
Si l'idée d'une échelle de validation, accompagnée de nombreux cas détaillés est considérée peu après sa parution comme un apport de valeur, elle fait l'objet dès 1989 de plusieurs critiques majeures. Les deux premières de ces critiques portent sur l'absence de validation expérimentale des critères sélectionnés et d'idées qui reposent exclusivement sur des a priori résultant de la seule pratique clinique de Gardner. Une troisième porte sur la pertinence et le poids des critères concernant les parents, au détriment de critères centrés sur l'enfant, jugés plus significatifs. Et surtout, elle ne permet pas de distinguer dans les troubles de l'enfant ce qui serait dû à un abus sexuel ou ce qui résulterait du divorce. À cette date, l'échelle est jugée non fiable, et sujette à « mésusage » et sur-interprétation. 
Dans les années suivantes, les critiques sur le manque de validation empirique du SALS sont confirmées et s'accompagnent de nombreuses autres portant sur les présupposés statistiques retenus par Gardner, sa représentation des abus sexuels, de la sexualité enfantine et adulte, de la psychologie féminine. Les positions de Gardner concernant les fausses allégations d'abus sexuels durant les procédures de divorce ont aussi été critiquées pour le fait qu'elles visent presque exclusivement les mères qui ont la garde et qui entreprennent de dénoncer des abus. 
De la même façon, le SAP est éminemment controversé et rejeté, tant pour son manque d'assise scientifique qu'en raison des drames auxquels a donné lieu l'application d'une de ses recettes, l'attribution de la garde de l'enfant au parent rejeté ou, à défaut, un placement en centre de rétention.

## Croyances

### Paraphilies et survie de l'espèce
Les travaux de Gardner sont imprégnés par ses croyances. En 1992, il expose dans True and false accusations of child sex abuse l'idée que les déviances sexuelles (dont pédophilie, sadisme, viol, nécrophilie, zoophilie et coprophilie) sont des facteurs qui contribuent à la survie de l'espèce humaine, en ce qu'« elles améliorent le niveau général d'excitation sexuelle dans la société ».
En ce qui concerne les femmes, il suggère que celles-ci, en raison de leur physiologie et de leur conditionnement, sont des victimes susceptibles d'apprécier les violences subies lors de viols, car ce serait le prix à payer pour être gratifiées en retour d'un apport de sperme.

### Apologie de la pédophilie
Dans le même ouvrage, True and false accusations of child sex, Gardner écrit que « la pédophilie a été  considérée comme étant la norme par la vaste majorité des individus dans l'histoire du monde » et qu'il s'agit là « d'une pratique largement répandue et acceptée parmi littéralement des milliards de personne.» Selon lui - et contrairement à toute la littérature scientifique disponible à ce sujet - les abus sexuels n'auraient pas forcément des conséquences traumatisantes pour les enfants concernés, les effets dépendraient des attitudes sociales vis-à-vis de la pédophilie. Il s'est déclaré favorable à ce que la découverte d'un abus sexuel ne soit pas automatiquement dénoncée aux autorités et a milité pour que des fonds fédéraux soient attribués pour assister ceux qui sont accusés à tort d'abus sexuel. La position de Gardner relative à la pédophilie s'inscrit dans sa théorie personnelle sur la sexualité, d'après laquelle la violence sexuelle masculine dans son ensemble serait « bénéfique du point de vue reproductif » pour l'humanité dans une perspective évolutionniste.
Richard Gardner a, par ailleurs, soutenu que la pédophilie était un moyen de faire apparaître les pulsions sexuelles chez l'enfant de manière précoce, ce qui serait une pratique positive dans le cadre de la survie de l'espèce humaine,, chaque enfant ou presque étant susceptible d'éprouver un orgasme dès la naissance ; il s'est opposé à ce que les abus sexuels soient poursuivis pénalement, arguant que la procédure judiciaire serait plus traumatisante pour les enfants que les abus sexuels en eux-mêmes,, surtout il a professé que les abus sexuels n'étaient pas nécessairement traumatisants.
Pour sa défense, Richard Gardner a expliqué ultérieurement que, pour lui, la pédophilie est une mauvaise chose pour la société et le fait qu'il pense qu'elle fasse partie des comportements humains, comme toutes les autres paraphilies, ne signifie pas qu'il approuvait ce comportement.
En 1996, le Journal of the American Academy of Child and Adolescent Psychiatry, la revue de l'American Academy of Child and Adolescent Psychiatry, a alerté les professionnels de la santé sur le contenu de l'ouvrage de Richard A. Gardner intitulé Protocols for the Sex-Abuse Evaluation. Cette revue scientifique souligne notamment le fait que l'ouvrage est une recette de prêt-à-penser pour conclure que les allégations d'abus sexuels sont fausses, sous prétexte d'objectivité scientifique. De fait, Richard Alan Gardner a souvent été cité comme expert par des avocats de la défense de personnes soupçonnées d'abus sexuels, de violence domestique ou de maltraitance envers les enfants, avec parfois des conséquences dramatiques pour les familles concernées,. Dans ces expertises, il a très souvent argumenté que les enfants qui accusaient leur père d'inceste ou de maltraitance étaient en réalité atteints du syndrome d'aliénation parentale et étaient manipulés par leur mère, quand bien même des preuves physiques attestaient du contraire. Aux États-Unis, de nombreux avocats reprennent cette théorie dans leur plaidoiries, souvent avec succès.

## Activité d'éditeur
Richard Gardner est un écrivain prolifique. Il crée sa propre maison d'édition  Creative Therapeutics, Inc dans les années 1970, où est publiée la majeure partie de ses ouvrages.

## Témoin auprès des tribunaux dans des cas de divorce
Selon ses estimations, Richard Gardner aurait témoigné dans plus de 300 affaires dans 24 États américains, témoignages qu'il facture à la défense plusieurs centaines de dollars de l'heure. Sa reconnaissance médiatique, et son CV, qui le présente comme professeur de pédopsychologie au Collège des médecins et chirurgiens de l'Université Columbia lui valent une aura d'expert. En réalité, il n'est pas rattaché à cette entité, qui exerce une activité de régulation de la médecine sur le territoire de l'État (avec un rôle proche de celui du Conseil de l'ordre en France), mais est professeur clinique bénévole au collège de psychiatrie infantile, fait qui ne sera corrigé que post-mortem par un erratum dans sa nécrologie.

## Ouvrages
- Doctor Gardner's Modern Fairy Tales, Creative Therapeutics, 1977,  (ISBN 0-933812-09-4)
- The boys and girls book about divorce, with an introduction for parents, by Richard A. Gardner. Foreword by Louise Bates Ames. Illustrated by Alfred Lowenheim (1970), Science House,  (ISBN 0-553-27619-0)
- The Parental Alienation Syndrome and the differentiation between fabricated and genuine child sex abuse Richard A. Gardner. Creative Therapeutics, 1987[8].
- Family Evaluation in Child Custody Mediation, Arbitration, and Litigation, by Richard A. Gardner. Creative Therapeutics, 1989,  (ISBN 978-0933812208)
- True and False Accusations of Child Sex Abuse, by Richard A. Gardner. Creative Therapeutics, 1992,  (ISBN 978-0933812253)
- The Parental Alienation Syndrome, Creative Therapeutics, 1992,  (ISBN 0-933812-42-6)
- Protocols for the Sex-Abuse Evaluation, Creative Therapeutics, 1995,  (ISBN 0-933812-38-8)
- Psychotherapy With Sex-Abuse Victims: True, False, and Hysterical, Creative Therapeutics, 1996,  (ISBN 0-933812-41-8)
- Sex-Abuse Trauma?: Or Trauma from Other Sources?, Creative Therapeutics, 2001,  (ISBN 0-933812-47-7)